# Oblasti v Rusku
Ruská Federace je rozdělena na 83 administrativních subjektů, z nichž 46 nese název oblast.
46 oblastí Ruska (rusky: области, j. č. область) jsou nejběžnější správní jednotky v rámci federace na etnicky ruském území. Stejně jako republiky mají vlastní parlament a právo vydávat vlastní zákony. V čele oblasti stojí gubernátor, do roku 2006 volený obyvatelstvem. Nyní prezident jmenuje svého kandidáta po schválení v regionálním parlamentu.
1. Amurská oblast
2. Archangelská oblast
3. Astrachaňská oblast
4. Bělgorodská oblast
5. Brjanská oblast
6. Čeljabinská oblast
7. Čitská oblast[pozn. 1]
8. Irkutská oblast
9. Ivanovská oblast
10. Kaliningradská oblast
11. Kalužská oblast
12. Kemerovská oblast
13. Kirovská oblast
14. Kostromská oblast
15. Kurganská oblast
16. Kurská oblast
17. Leningradská oblast
18. Lipecká oblast
19. Magadanská oblast
20. Moskevská oblast
21. Murmanská oblast
22. Nižněnovgorodská oblast
23. Novgorodská oblast
24. Novosibirská oblast
25. Omská oblast
26. Orenburská oblast
27. Orelská oblast
28. Penzenská oblast
29. Pskovská oblast
30. Rostovská oblast
31. Rjazaňská oblast
32. Sachalinská oblast
33. Samarská oblast
34. Saratovská oblast
35. Smolenská oblast
36. Sverdlovská oblast
37. Tambovská oblast
38. Tomská oblast
39. Tverská oblast
40. Tulská oblast
41. Ťumeňská oblast
42. Uljanovská oblast
43. Vladimirská oblast
44. Volgogradská oblast
45. Vologdská oblast
46. Voroněžská oblast
47. Jaroslavská oblast